# Голият остров
„Голият остров“ (на японски: 裸の島 Hadaka no Shima) е черно-бял филм, излязъл на 23 ноември 1960 г., режисиран от Кането Шиндо. Филмът се отличава с това, че макар и да е озвучен с природни звуци, реално няма човешки диалог в него.

## Сюжет
Внимание:  Текстът по-долу разкрива сюжета на произведението (или части от него)!
Филмът проследява в рамките на една година историята на малко четиричленно семейство, състоящо се от съпруг, съпруга и двамата им синове, които живеят заедно на малък остров, разположен във вътрешното море Сето. Те са единствените му обитатели и изкарват прехраната си чрез фермерство. Поради липса на електричество и питейна вода на него се налага майката и бащата всеки ден да плават с лодката си до съседен остров, откъдето да се снабдят с вода, която носят в кофи на хомот, за поливане на растенията и за ежедневна употреба. Освен за водата двойката трябва да превозва и едно от децата си до училище. Историята във филма започва през лятото, а по-късно е проследена и през есента, зимата и пролетта.
Напролет момчетата улавят риба с въдицата си и я показват на родителите си. Семейството отива до Ономичи с ферибот, където да я продаде на рибния пазар. Няколко пъти никой не приема стоката, но накрая изкарват късмет и с получените пари обядват в модерен ресторант.
Не след дълго, докато мъжът и жената не са на острова, по-големият син се разболява изневиделица. Брат му отива край брега на острова и като вижда родителите си да приближават бавно с лодката, започва да върти дясната си ръка в знак да побързат. Те го виждат и ускоряват темпото. Като пристигат, веднага притичват при болния си син. Бащата отива до града да потърси лекар и накрая го намира. След като се връщат на острова, вече е твърде късно, понеже синът не преди дълго е издъхнал.
На следващия ден учителката и съучениците на покойния син пристигат с лодка за погребението му. След като ги изпращат, майката и бащата се заемат със заравянето му.
Два дни след тежката загуба семейството се връща към обичайния си начин на живот въпреки проявата на слабост от страна на майката спрямо трагедията.

## Продукция
Режисьорът и сценарист Кането Шиндо решава да направи този филм, понеже иска да създаде филм без диалог. Независимата компания Kindai Eiga Kyokai е била пред банкрутиране по времето, когато филмът е направен, и Шиндо влага последните си средства в създаването му. Финансовият успех на филма спасява компанията.
Главният актьор Тайджи Тонояма по това време страда от тежко заболяване вследствие на алкохолна зависимост, но се възстановява покрай липсата на алкохол около направата на филма. Тези събития след време са пресъздадени в биографичния филм за актьора By Player.
В последната си книга, която издава преди смъртта си, Шиндо отбелязва, че сцените във филма с носенето на водата до острова не са достоверни, понеже посевите – сладките картофи, които семейството отглежда във филма – не се нуждаят от обстойно и редовно поливане.
Шиндо преднамерено кара актьорите да носят тежки кофи с вода, за да може хомотът, който носят на раменете си, да се огъне и това да символизира суровия начин на живот.
Мястото, където филмът е заснет, е незаселен остров на име Сукуне, който се намира във вътрешното море Сето.
По филма Валери Петров написва стихотворението „Японският филм“.

## Награди
През 1961 г. филмът е удостоен с Голямата награда (наравно с „Чисто небе“ (Чистое небо) на Григорий Чухрай) на второто издание на Международния московски кинофестивал, в чието жури е Лукино Висконти.
Две години по-късно, през 1963 г., „Голият остров“ е номиниран за „Най-добър филм“ по време на шестнайсетото издание на БАФТА.